# 巴加捷 (沃倫斯基新城區)
50°35′27″N 27°23′26″E / 50.59083°N 27.39056°E
巴加捷（烏克蘭語：Багате），是烏克蘭北部的村莊，隸屬日托米爾州的茲維亞赫爾區。該村始建於1889年，面積0.26平方公里，海拔高度217米，2001年人口58。